# Jaskinia w Mącznej Skale Duża
Jaskinia w Mącznej Skale Duża – jaskinia w Mącznych Skałach w Dolinie Kluczwody w granicach Wielkiej Wsi, w gminie Wielka Wieś w powiecie krakowskim, w województwie małopolskim. Pod względem geograficznym jest to obszar Wyżyny Olkuskiej wchodzący w skład Wyżyny Krakowsko-Częstochowskiej.

## Opis obiektu
Jaskinia ma główny otwór o południowo-zachodniej ekspozycji w skalnym murze w orograficznie lewych zboczach Doliny Kluczwody. Za dużym otworem jest przedsionek, a w jego zachodniej części ślady dawnych wykopów archeologicznych. Na północny wschód za przedsionkiem znajduje się główna sala o pochyłym dnie z dużymi głazami. Prowadzi od niej kilka odgałęzień. Główny korytarz biegnie głębokim wykopem na wschód, gdzie poniżej kilkumetrowej wysokości komina znów rozgałęzia się. Główny korytarz biegnie w kierunku północno-wschodnim do poprzecznej Muszlowej Szczeliny. Jej północno-zachodni odcinek jest wąski i wysoki, odcinek południowo-wschodni natomiast szerszy, częściowo rozmyty i kończący się salką o średnicy 3 m. Łączna długość korytarza głównego i wszystkich odgałęzień wynosi 121 m.
Jaskinia powstała w późnojurajskich wapieniach skalistych na kilku poprzecznych spękaniach. Według geologów została wytworzona przez podziemne przepływy wód geotermalnych, później zaś zmodyfikowan przez różne inne czynniki. Na jej ścianach i stropie występują ślady przepływu wód, skorodowane nacieki i skamieniałości. Na spągu znajduje się ziemia. Nacieki mają postać grzybków, polew i makaronów, są też pojedyncze i zerodowane stalagmity. Wśród skamieniałości najliczniej występują ramienionogi z rodzaju Rhynchonella oraz amonity i belemnity.
Rozproszone światło słoneczne dociera do końca głównej sali. W korytarzach jest ciemno. Między otworami występuje przewiew. Po dłuższych opadach w niektórych miejscach na dnie jaskini powstają kałuże. Przy otworach wegetują glony, mchy, porosty, paprocie zanokcica skalna i murowa oraz rośliny zielne, pod jednym z otworów obserwowano też grzyby kapeluszowe. Ze zwierząt występują skoczogonki, wije, chruściki, muchówki w tym komary, motyle szczerbówka ksieni, paśnik jaskiniec, rusałka pawik, chrząszcze, biegaczowate, ślimaki, pierścienice oraz pająki, w tym sieciarz jaskiniowy. Z kręgowców obserwowano nietoperze: podkowiec mały, nocek rudy, mroczek późny. Głęboko w jaskini znaleziono także trzy duże potrzaski zawleczone tu przez zwierzęta, które się w nie złapały. Dawniej jaskinię zamieszkiwały lisy i borsuki. Świadczą o tym znalezione ich czaszki oraz wykopane przez nie tunele (znaleziono je podczas usuwania osadów). Tunele te tworzyły trzy poziomy na różnych wysokościach.

## Historia poznania
Po raz pierwszy jaskinię wymienia Gotfryd Ossowski w 1884 r. Opisał ją Kazimierz Kowalski w 1951 r. Wówczas znana jej długość wynosiła 25 m. M. Czepiel w 1977 r. podaje długość 37 m. W 1984-85 r. w przyotworowych partiach jaskini prowadzono interdyscyplinarne badania archeologiczne. Znaleziono liczne kości, głównie drobnych kręgowców, skorupy ślimaków, wyroby krzemienne i metalowe, skorupy naczyń ceramicznych. W 2013 r. grotołazi z Krakowskiego Klubu Taternictwa Jaskiniowego rozpoczęli usuwanie z jaskini osadów.

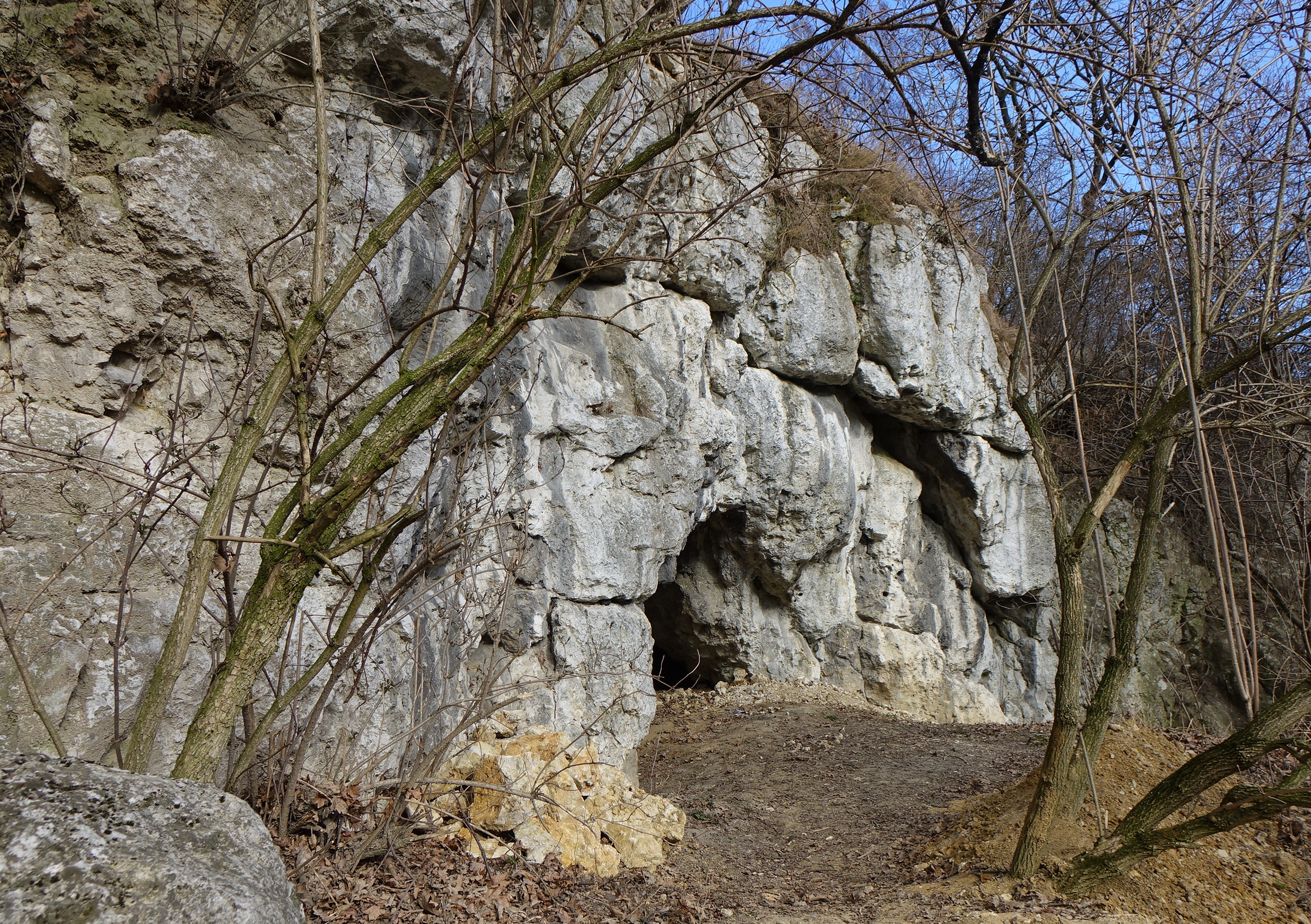
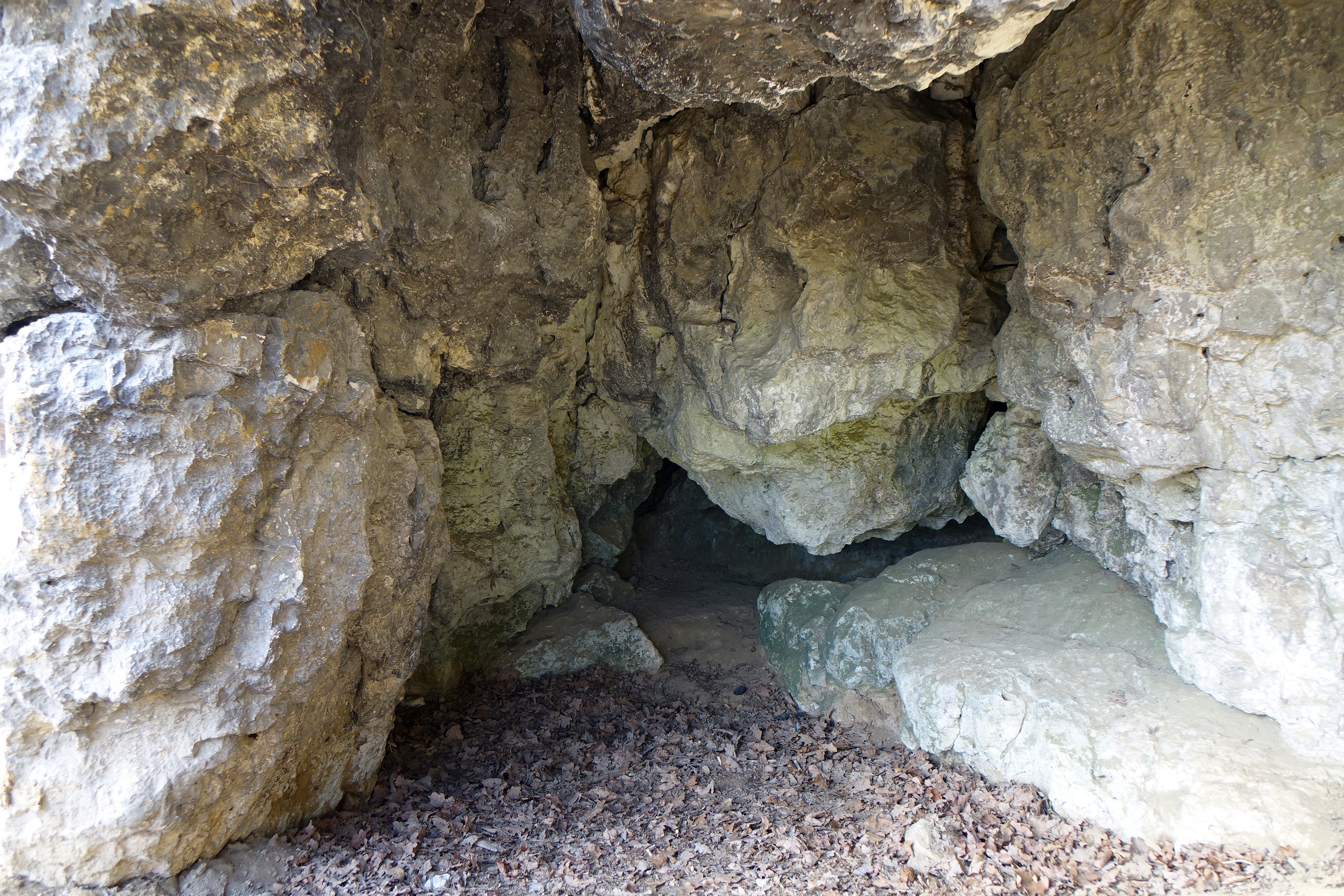
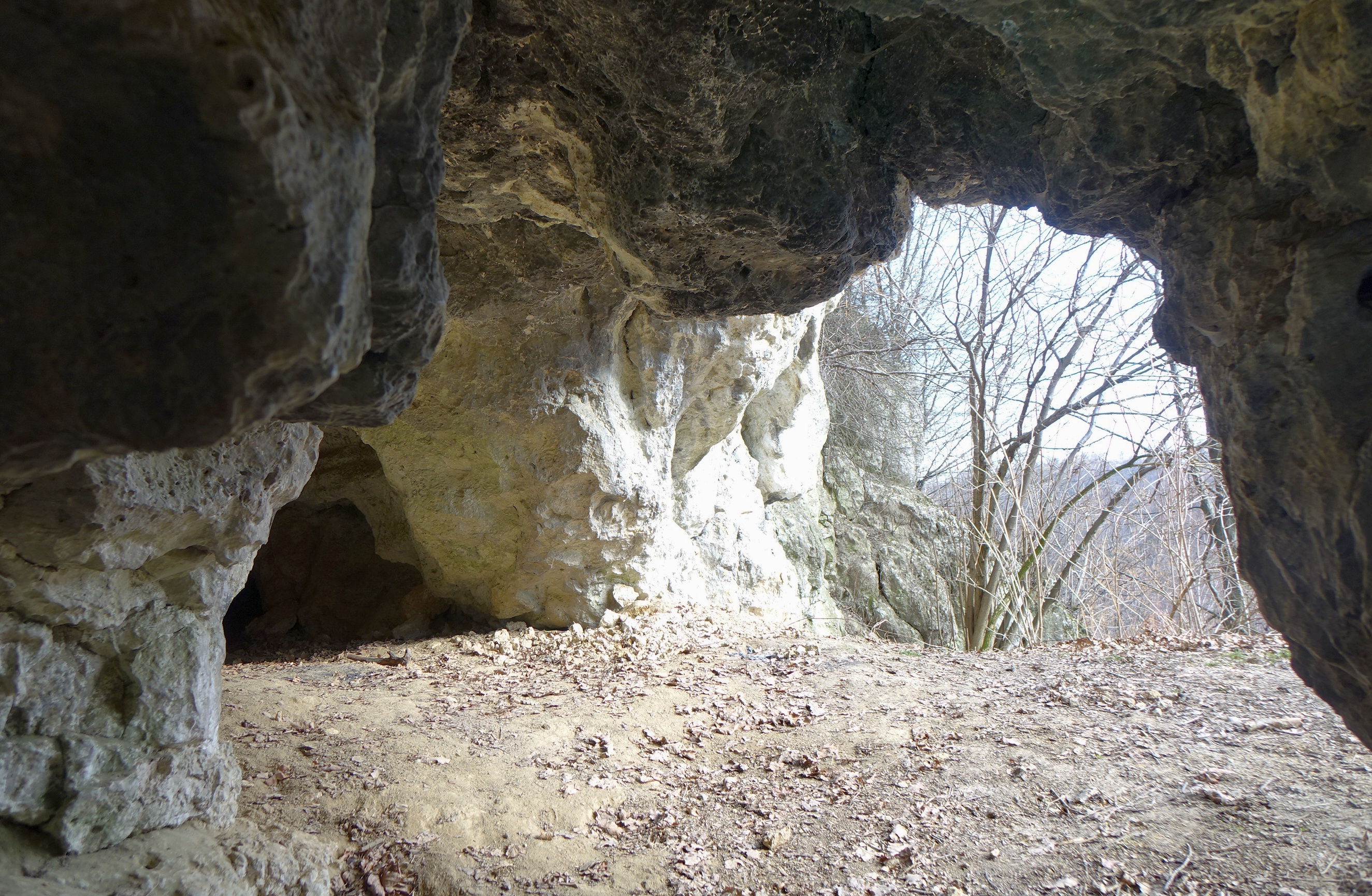
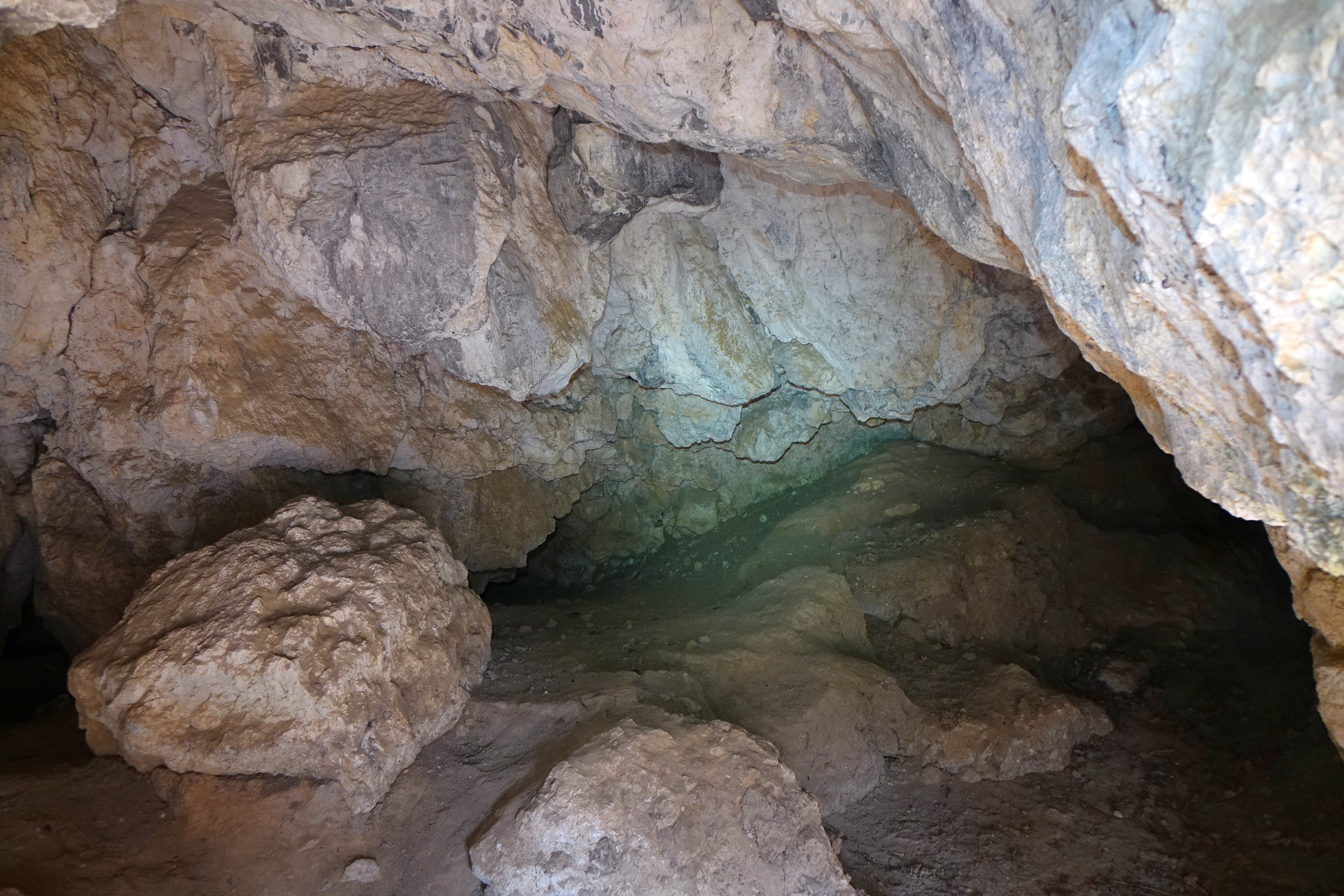
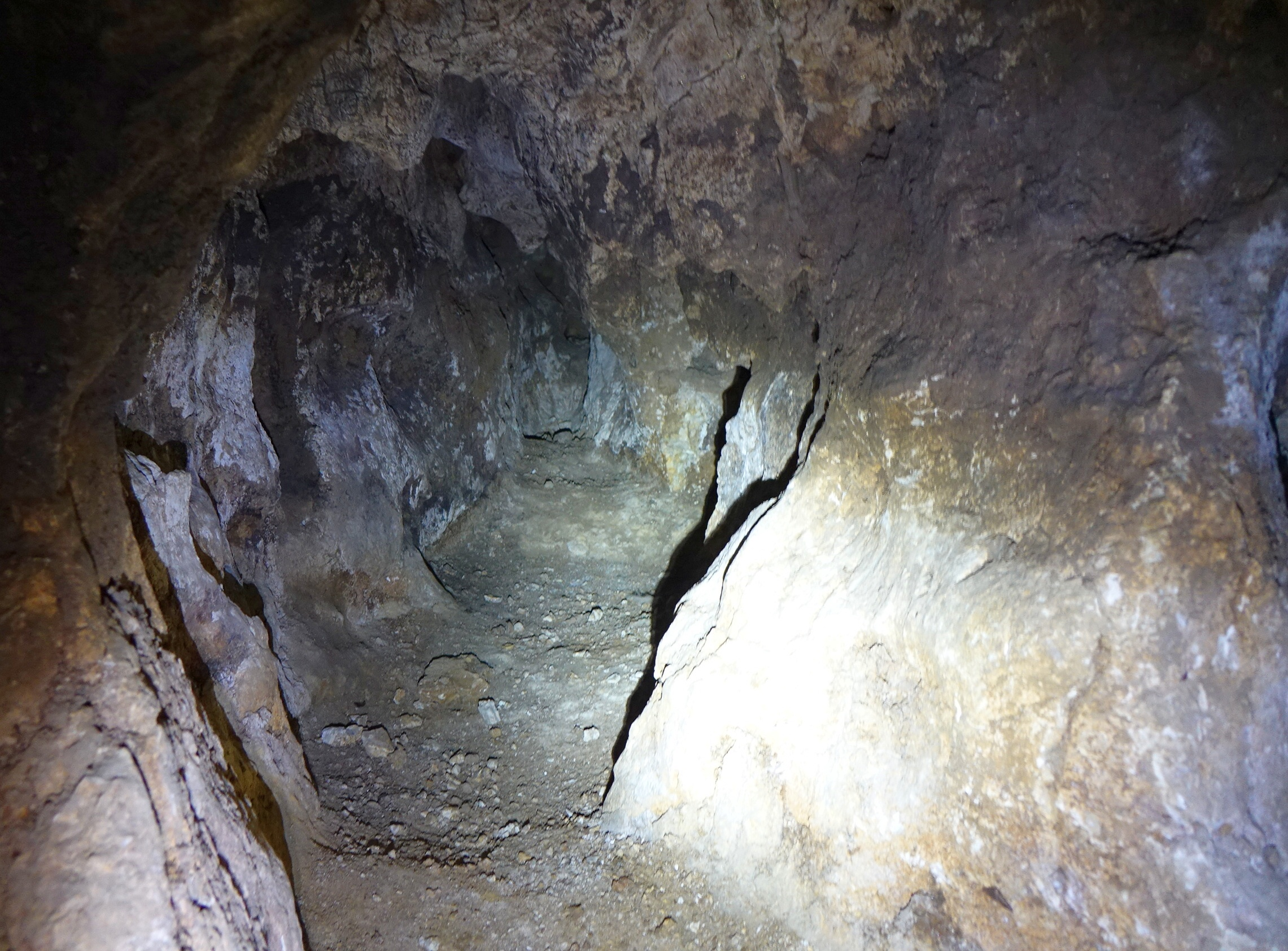
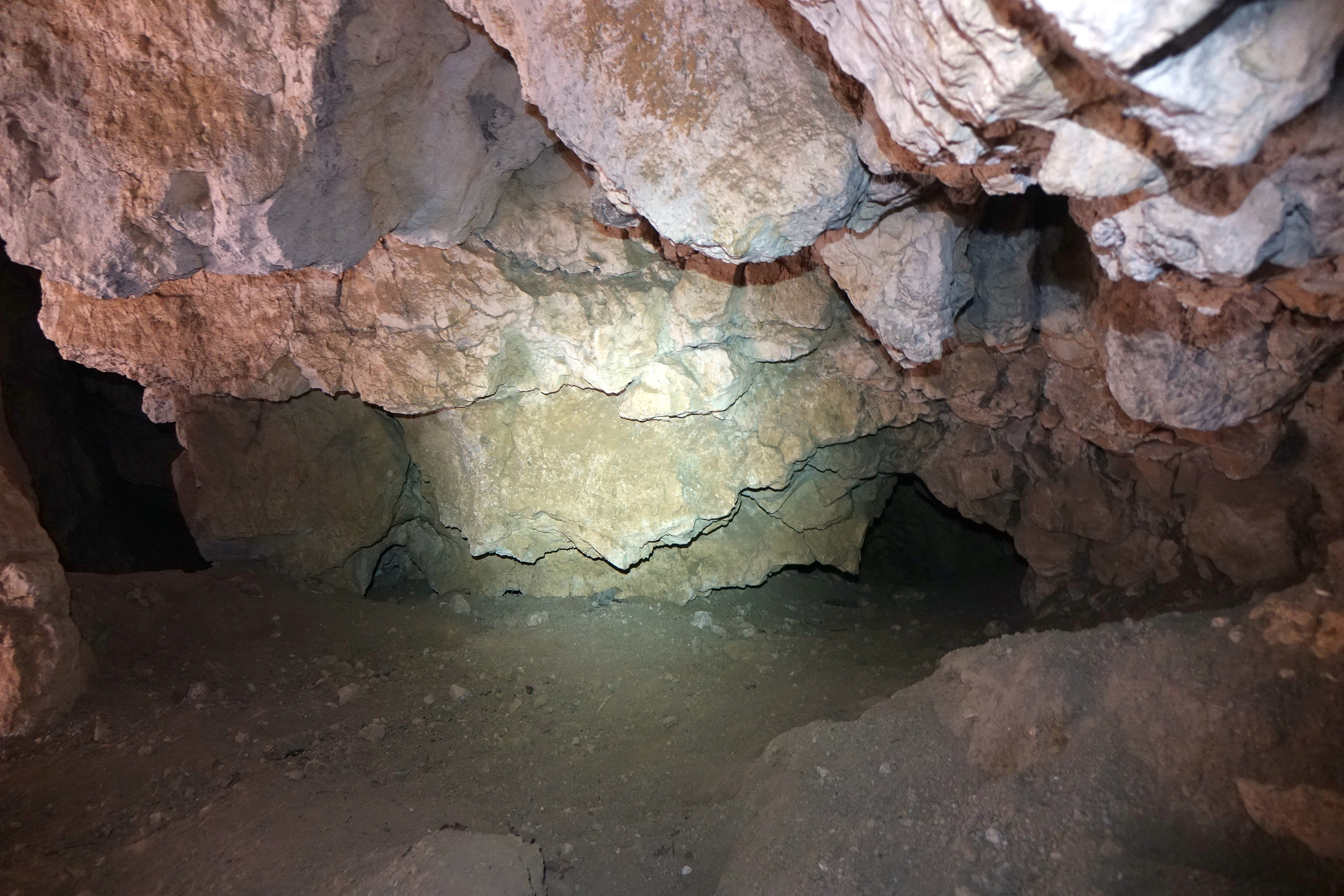
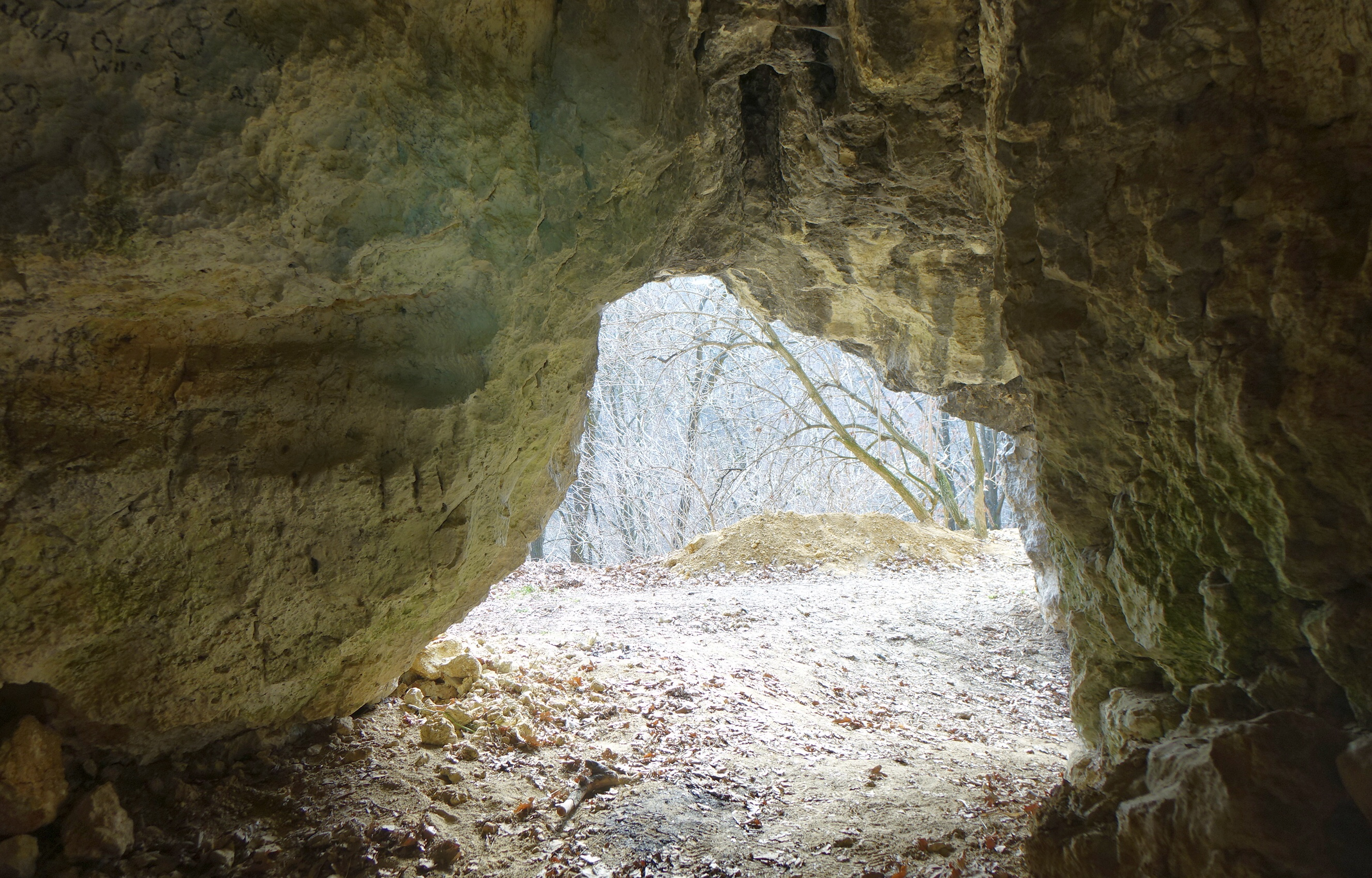